# Stylasteridae
Stylasteridae es una familia de corales del orden Anthoathecata, que pertenece a la clase Hydrozoa. 
Se la encuadra en el grupo de los denominados falsos corales duros, o hydrocorales, ya que pertenece a la clase Hydrozoa.
Su esqueleto está compuesto de aragonita , carbonato cálcico o una mezcla de los dos, según la especie. Tras la muerte del coral, su esqueleto contribuye a la generación de nuevos arrecifes en la naturaleza, debido a que la acción del CO2 convierte muy lentamente su esqueleto en bicarbonato cálcico, sustancia ésta asimilable directamente por las colonias coralinas. 

## Especies
El Registro Mundial de Especies Marinas acepta los siguientes géneros vivientes:
| - Adelopora Cairns, 1982 - Astya Stechow, 1921 - Calyptopora Boschma, 1968 - Cheiloporidion Cairns, 1983 - Componospina Cairns, 2015 - Conopora Moseley, 1879 - Crypthelia Milne Edwards & Haime, 1849 - Cyclohelia Cairns, 1991 - Distichopora Lamarck, 1816 - Errina Gray, 1835 - Errinopora Fisher, 1938 - Errinopsis Broch, 1951 - Gyropora Boschma, 1960 - Inferiolabiata Broch, 1951 - Lepidopora Pourtalès, 1871 | - Lepidotheca Cairns, 1983 - Leptohelia Lindner, Cairns & Zibrowius, 2014 - Paraconopora Cairns, 2015 - Paraerrina Broch, 1942 - Phalangopora Kirkpatrick, 1887 - Pliobothrus Pourtalès, 1868 - Pseudocrypthelia Cairns, 1983 - Sporadopora Moseley, 1879 - Stellapora Cairns, 1983 - Stenohelia Kent, 1870 - Stephanohelia Cairns, 1991 - Stylantheca Fischer, 1931 - Stylaster Gray, 1831 - Stylasteridae incertae sedis - Systemapora Cairns, 1991 |

Géneros reconocidos como sinonimia:
- Acanthopora Moseley, 1876 aceptado como Stellapora Cairns, 1983
- Allopora Ehrenberg, 1834 aceptado como Stylaster Gray, 1831
- Astylus Moseley, 1878 aceptado como Astya Stechow, 1921
- Cryptaxiella Kuhn, 1939 aceptado como Stylaster Gray, 1831
- Cryptaxis aceptado como Stylaster Gray, 1831
- Cryptohelia aceptado como Crypthelia Milne Edwards & Haime, 1849
- Cyclopora Verrill, 1866 aceptado como Stylaster Gray, 1831
- Dendracis aceptado como Stylaster Gray, 1831
- Deontopora aceptado como Stylaster Gray, 1831
- Endhelia Milne Edwards & Haime, 1849 aceptado como Crypthelia Milne Edwards & Haime, 1849
- Labiopora Moseley, 1879 aceptado como Errina Gray, 1835
- Lithodendron aceptado como Distichopora Lamarck, 1816
- Polypora Moseley, 1876 aceptado como Sporadopora Moseley, 1879
- Protoerrina Fisher, 1931 aceptado como Errinopora Fisher, 1938
- Spinipora Moseley, 1879 aceptado como Stellapora Cairns, 1983
- Steganopora aceptado como Pliobothrus Pourtalès, 1868

## Galería

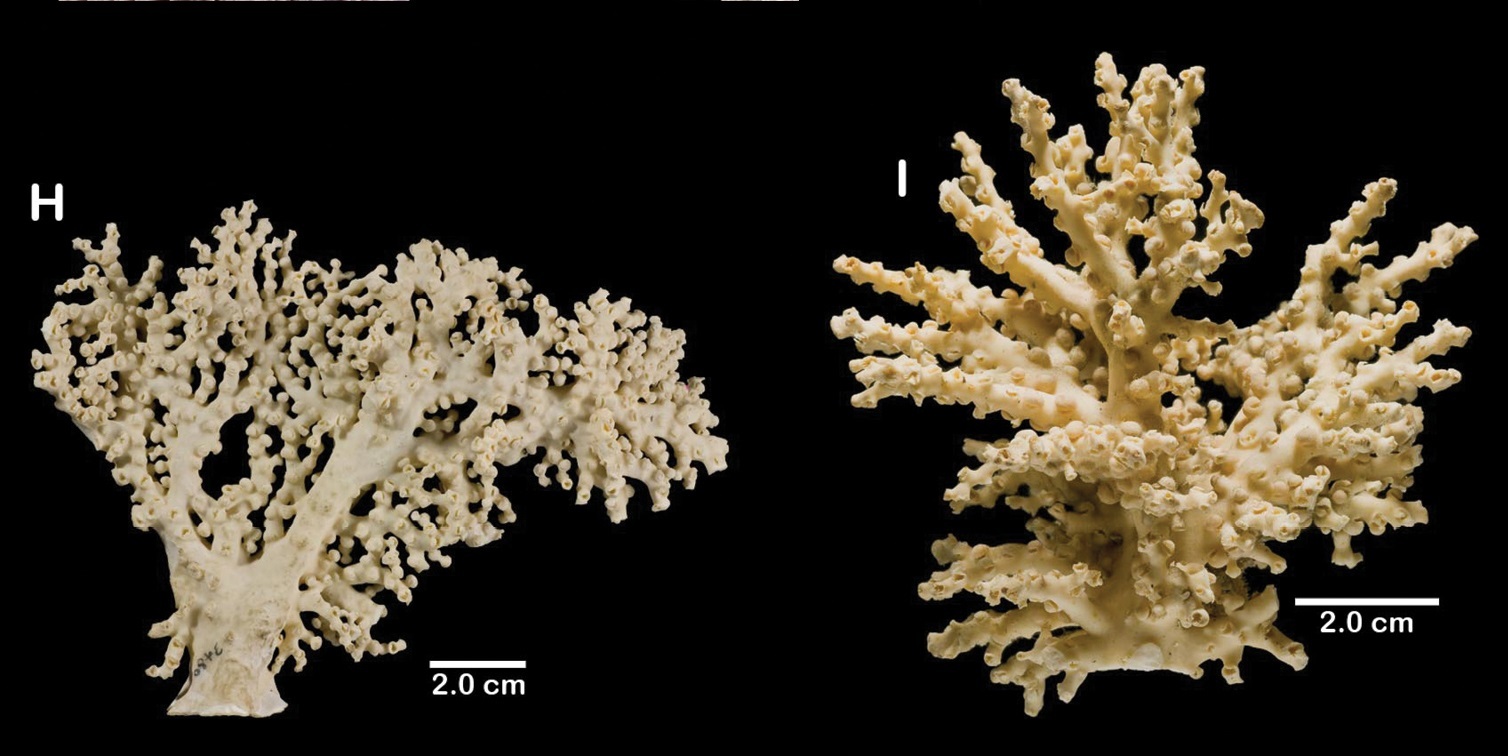
Crypthelia trophostega
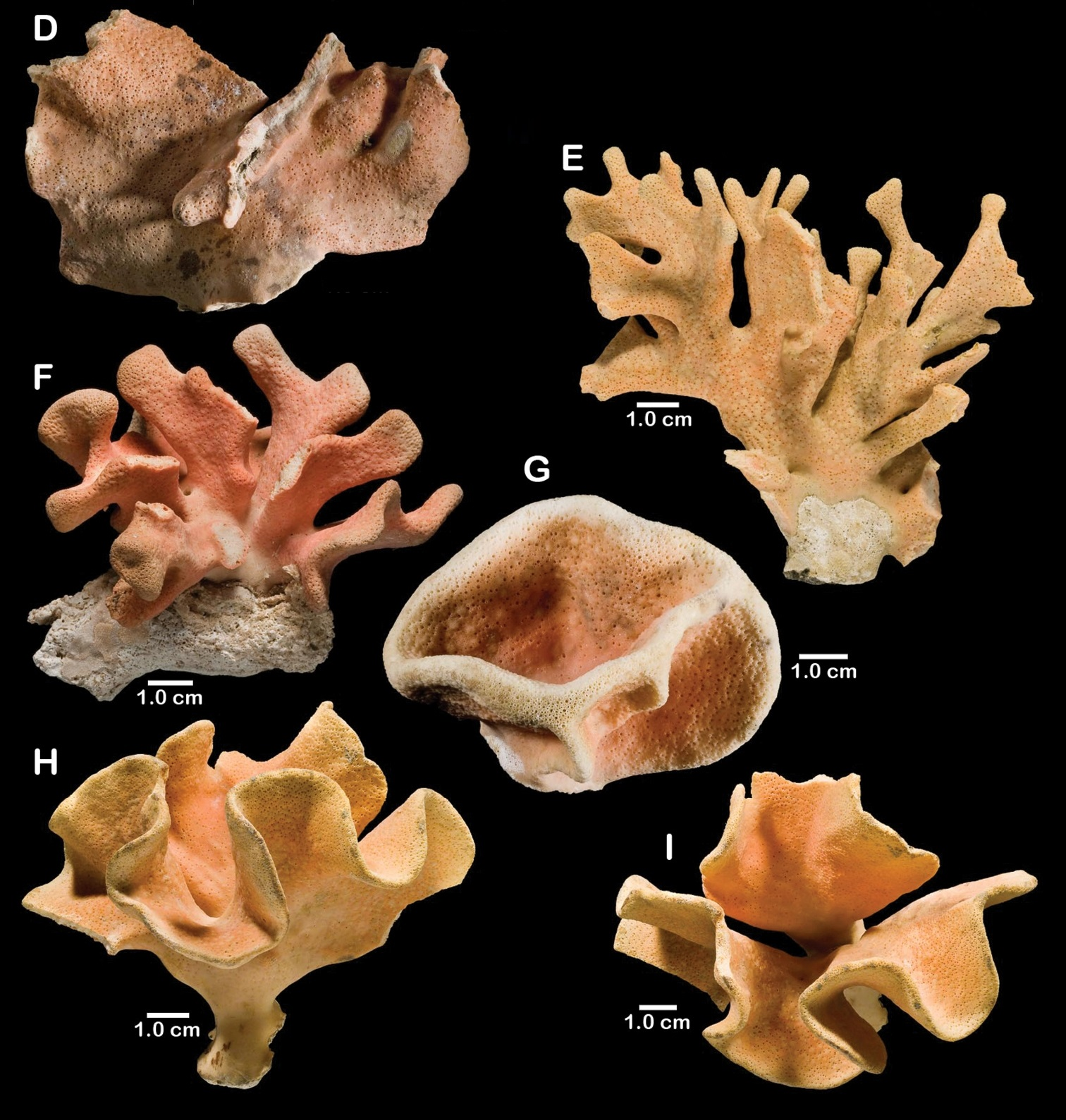
Cyclohelia lamellata
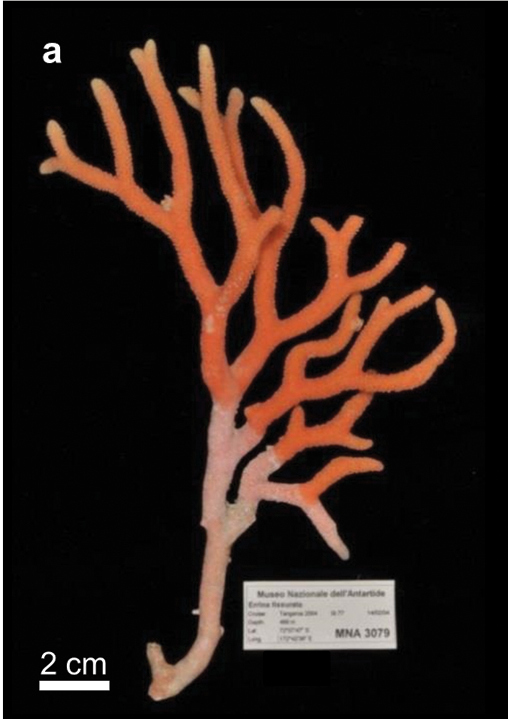
Errina fissurata
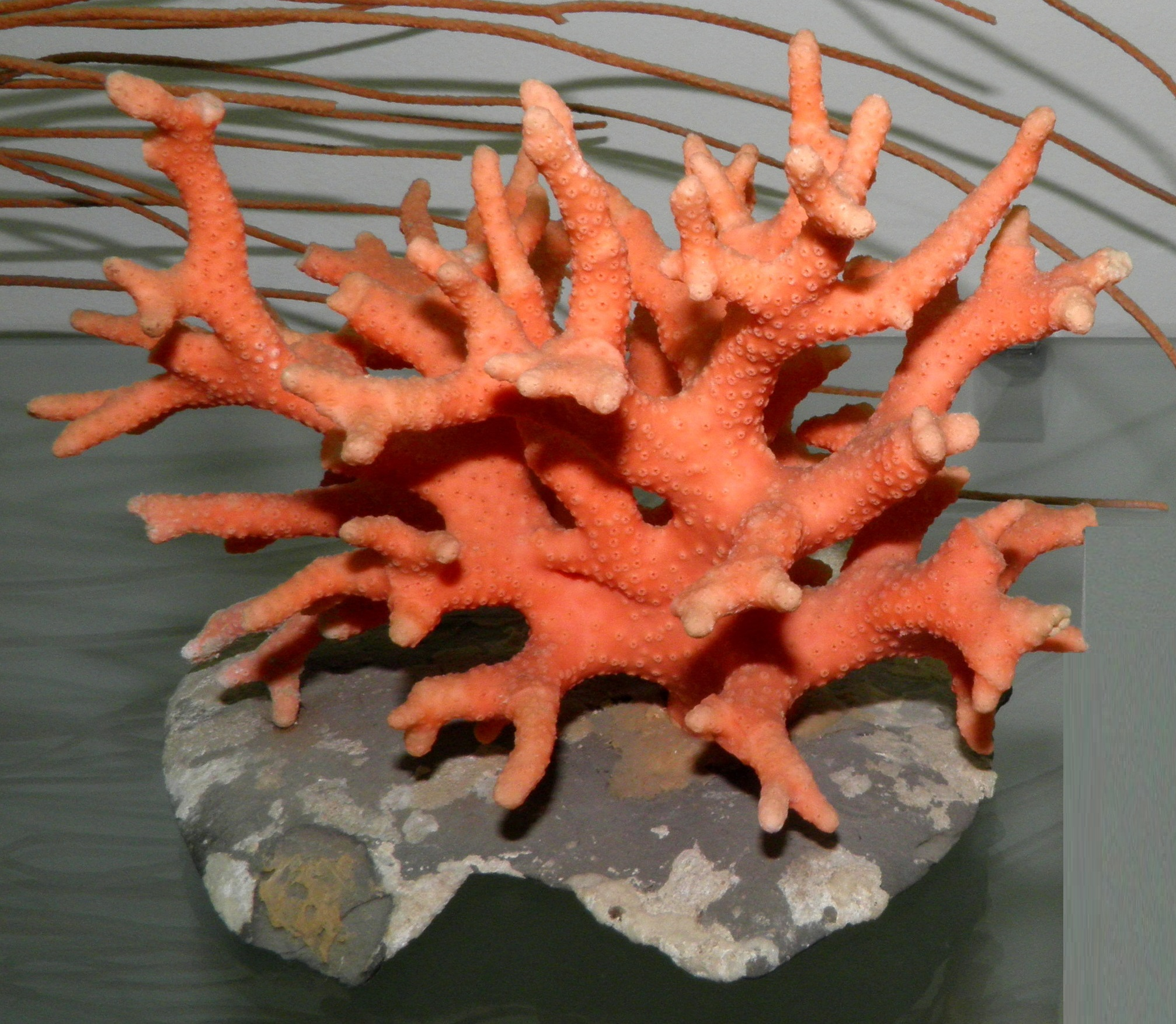
Errinopora stytifera
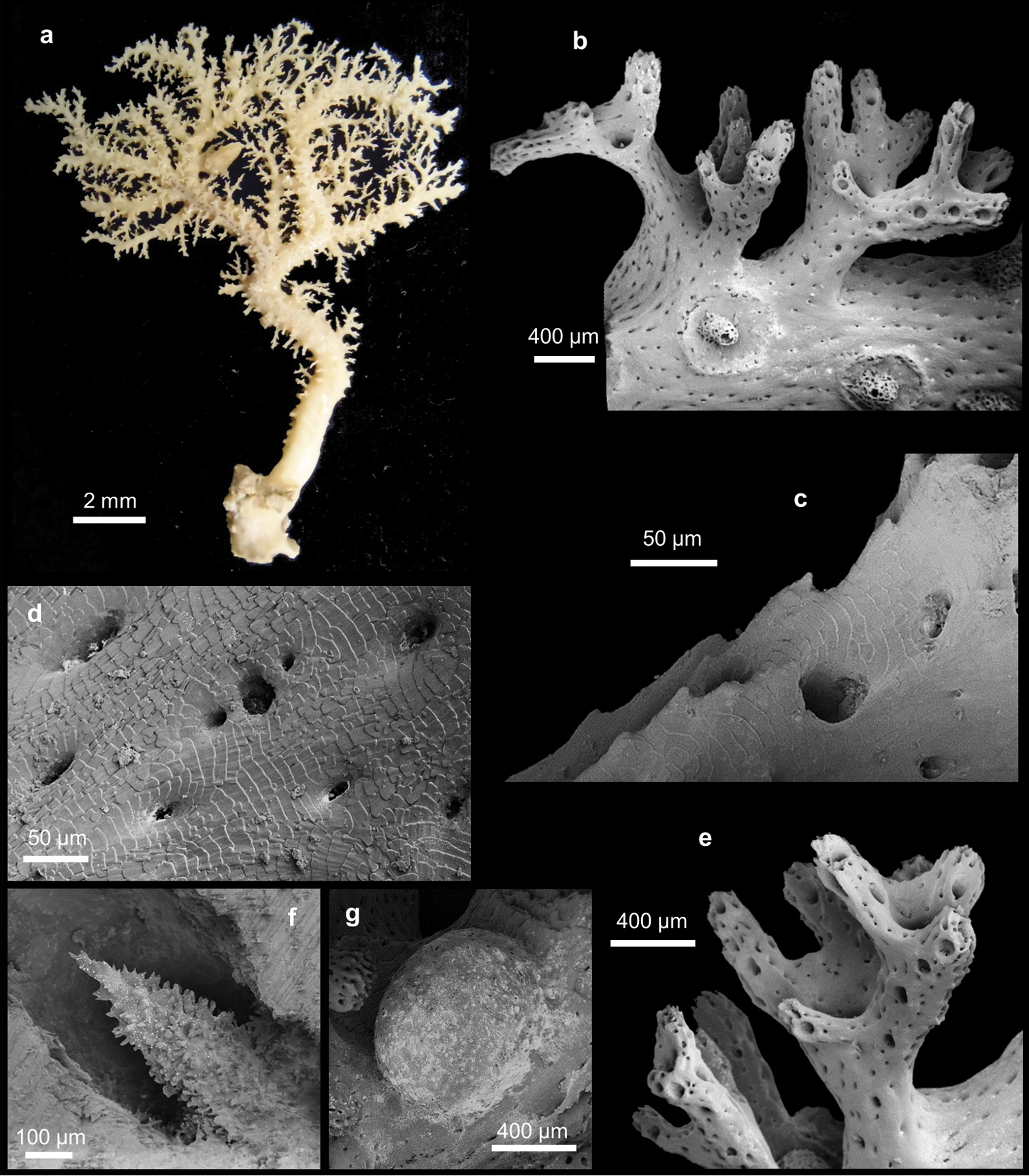
Stephanohelia sp.
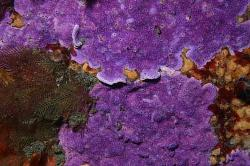
Stylantheca papillosa
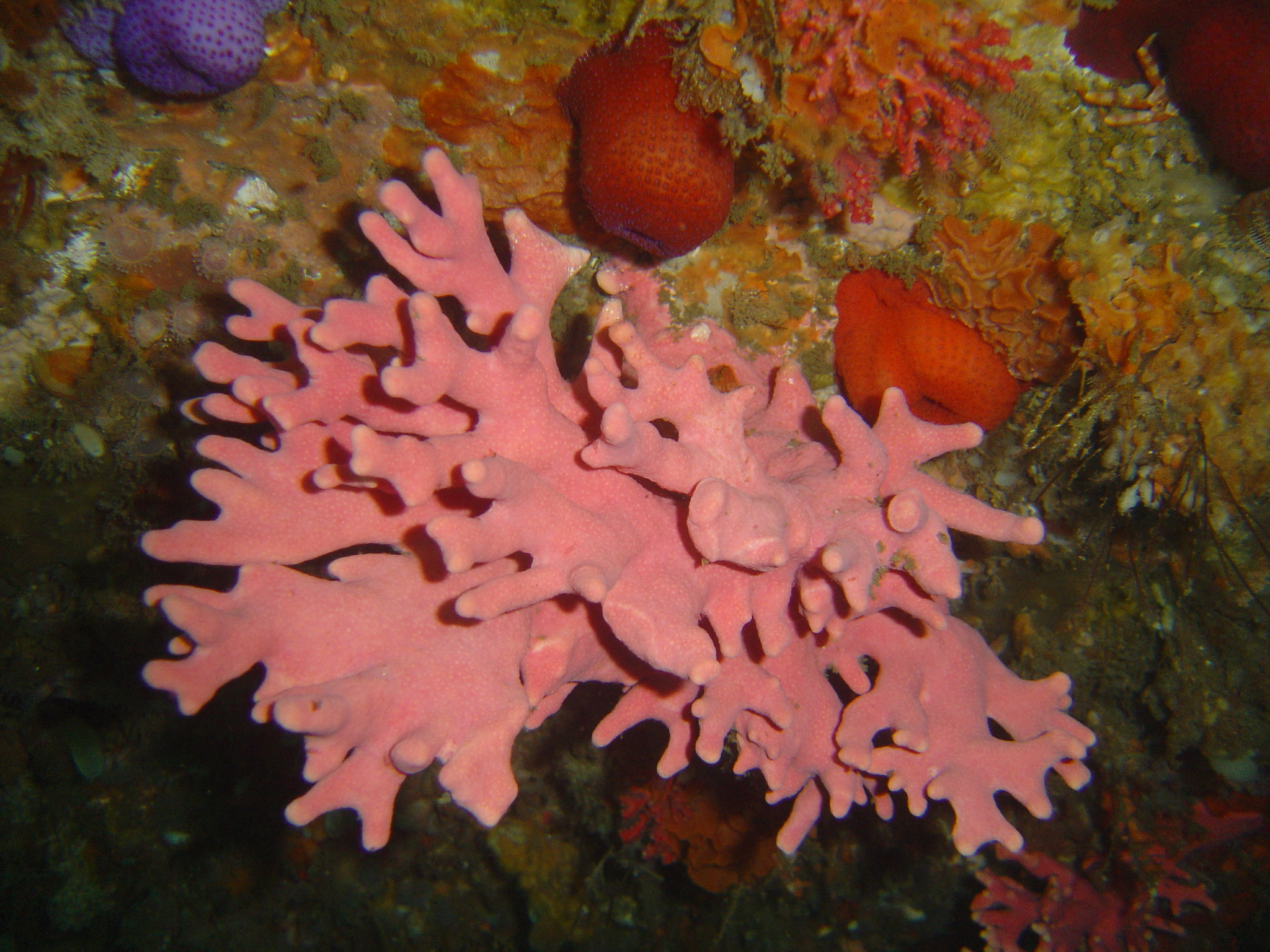
Stylaster nobilis

## Morfología

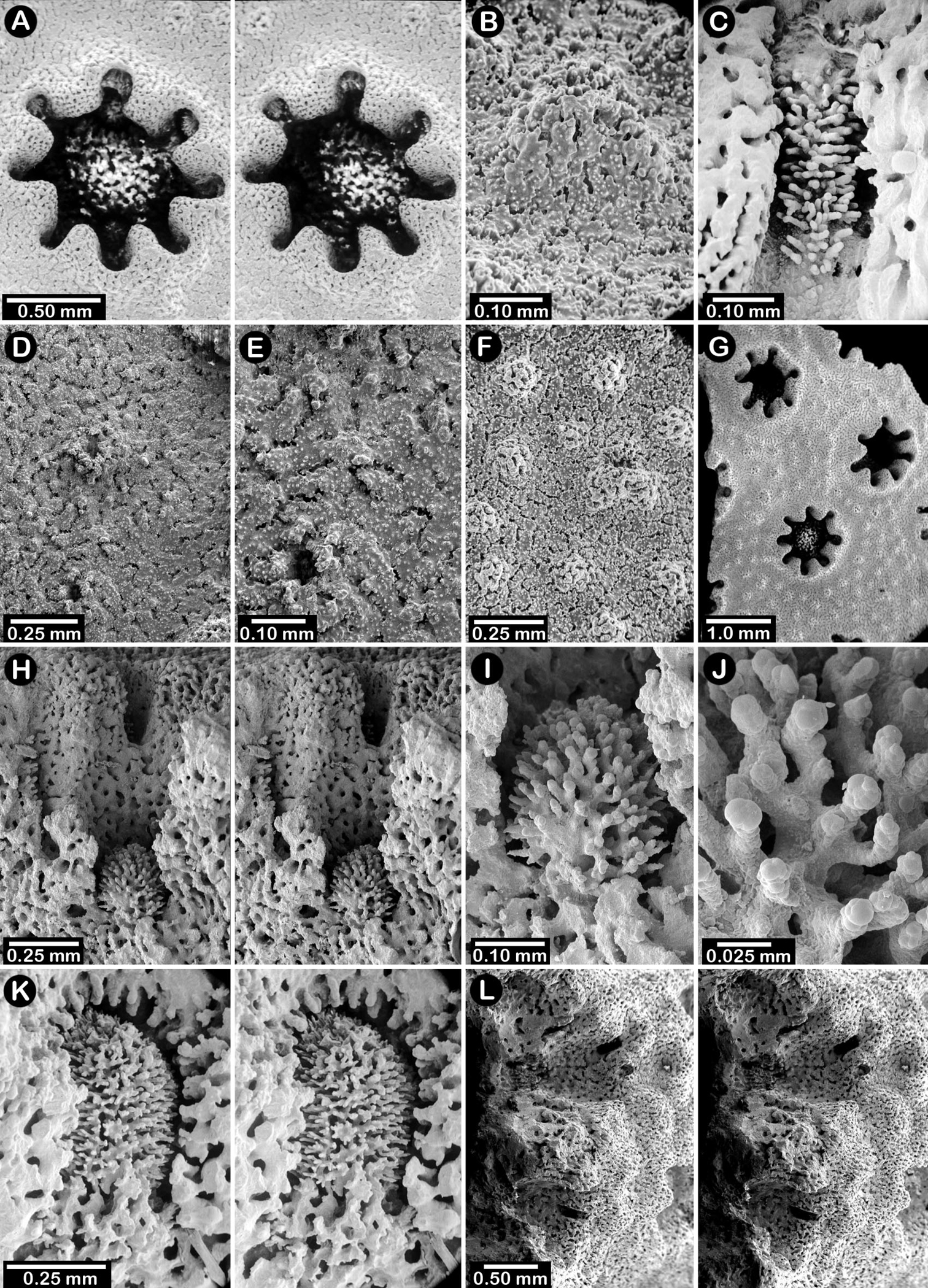
Stylantheca papillosa, poros. A: vista de un ciclosistema, B, D, F: papilas de coenosteum (nematoporos), C: dactiloporo E: dactiloporos G: tres ciclosistemas y muchas papillae H: sección longitudinal de un ciclosistema, I: gastroporo, J: columnas de gastroporo, K: vista de gastroporo y anillo de empalizada, L: vista de sección longitudinal de dos ciclosistemas y una ampulla hembra

Las colonias se desarrollan en forma ramificada, normalmente flabeliforme, más raramente incrustantes, con un grueso exoesqueleto calcáreo (coenosteum). El color del coenosteum puede ser naranja, rosa, rojo, púrpura, marrón, amarillo, verde o blanco.
El esqueleto colonial está repleto de diminutos poros. Los poros son de tres tipos: gastroporos, dactyloporos, y ampullae, que están relacionados con los tres tipos de pólipos que posee el animal, que son retráctiles. Los gastroporos tienen mucho mayor diámetro que los dactyloporos. Los dactyloporos están dispuestos alrededor de cada gastroporo, en una estrategia para ganar eficiencia a la hora de digerir mediante los pólipos gastrozoides las presas capturadas con los tentáculos de los pólipos dactylozoides. Esta disposición de los poros se denomina ciclo-sistema, y su ocurrencia prolifera en las partes extremas de las ramas, y/o en las caras del corallum, o uniformemente sobre toda la superficie de las ramas, pero no en una sola cara. Aunque esta estructura del corallum es común en la familia Stylasteridae, en el caso del género Errinopora los gastroporos y dactyloporos son dimórficos. 
Se trata de animales que poseen diferentes pólipos especializados, unos son defensivos, otros son de alimentación, y otros más son de reproducción. Los dactilozoides son defensivos y, al tiempo, su principal herramienta para captar alimento; permanecen en cavidades bajo la superficie del coral y emergen por la noche a través de los poros. Poseen unas células urticantes denominadas nematocistos, empleados en la caza de presas del plancton o para defender su espacio vital de otras especies, al ubicarse en los tentáculos finos, filiformes, de los dactilozoides.  Los gastrozoos son los pólipos encargados de distribuir el alimento por la colonia, a través de una red de canales que recorre el cenénquima,  o tejido común colonial. Y los pólipos gonozoides son los encargados de la reproducción, y se encuentran en cámaras, o ampullae, incrustadas en el coenosteum.

## Hábitat y distribución
Su rango de profundidad es entre 0 y 2,789 m, aunque se reportan localizaciones hasta 5,845 metros, y en un rango de temperaturas entre -1.89 y 29.28 °C.
Su distribución es cosmopolita, en aguas frías, templadas y tropicales de todos los océanos. Principalmente ocurren frente a islas volcánicas, atolones, archipiélagos y en montañas marinas. La baja salinidad y el incremento de sedimentación puede excluirlos de situarse frente a grandes masas terrestres, mayores de 36.000 km², debido a los vertidos fluviales. Sin embargo, el bajo nivel de nutrientes y la disponibilidad de sustratos duros, imprescindibles para su anclaje, que proporcionan los entornos de las islas, favorecen su ocurrencia.

## Alimentación
No contienen algas zooxantelas, como la mayoría de los corales duros de la clase Anthozoa, por lo que su alimentación consiste exclusivamente en plancton que atrapan con los tentáculos de los pólipos dactilozoides, y en materia orgánica disuelta en el agua. 